# خطة سان دييقو
صيغت خطة سان دييغو (بالإسبانية: Plan de San Diego) في سان دييجو في تكساس عام 1915 من قبل مجموعة من متمردين مكسيكيين وتيخانوس مجهولين كانوا يأملون في فصل أريزونا ونيو مكسيكو وكاليفورنيا وتكساس عن الولايات المتحدة وتأسيس مدينة فاضلة عنصرية للأمريكيين الأفارقة والأمريكيين الأصليين والأمريكيين المكسيكيين والأمريكيين الآسيويين. دعت الخطة إلى إعدام جميع الرجال البيض فوق سن السادسة عشرة.
الهدف الحقيقي للخطة محل جدل. نصت الخطة على «محاولة مفترضة للإطاحة بالحكومة في جنوب الولايات المتحدة». ومع ذلك، تشير بعض النظريات إلى أن الهدف الحقيقي للخطة هو تهيئة الظروف لإجبار الولايات المتحدة على دعم أحد فصائل الثورة المكسيكية، كما حدث في النهاية.
دعت الخطة إلى قتل جميع الرجال الأمريكيين البيض البالغين في ولايات الجنوب الغربي و«إعادة الأرض إلى المكسيكيين». ومع ذلك، تم الكشف عنها قبل أن يتم تنفيذها بالكامل. ومع عدم وجود انتفاضة، كانت هناك غارات على تكساس بدأت في يوليو 1915. تمت مواجهة الغارات من قبل تكساس رينجرز والجيش الأمريكي وجماعات الدفاع الذاتي المحلية. في المجموع، دمرت 30 غارة على تكساس كميات كبيرة من الممتلكات وقتلت 21 أمريكيًا. لا يُعرف المسؤول عن صياغة خطة سان دييغو، ولكن هناك نظريات قالت أن القادة الثوريين المكسيكيين ساعدوا في رعايتها.

## الخلفية
خلال الثورة المكسيكية، قاتلت حكومة بورفيريو دياث الفصائل المتمردة من عام 1910 فصاعدًا. تسبب القتال في فرار بعض المتمردين من حكومة دياث إلى الولايات المتحدة، وخاصة إلى تكساس. أزعج المنشقون المكسيكيون النظام السياسي لجنوب تكساس وتسببوا في قلق حكومة الولاية بشأن الأغلبية المكسيكية في المنطقة. نمت خطة سان دييغو من تلك الاضطرابات الاجتماعية.

## السياق
أعلنت خطة سان دييغو، التي أعلنت كذلك إنشاء جيش تحرير للأعراق والشعوب، تجنيد المواطنين المكسيكيين والأميركيين الأصليين والمكسيكيين للتمرد ضد الولايات المتحدة. كان الهدف الرئيسي للخطة هو «تحرير تكساس ونيومكسيكو وأريزونا وكاليفورنيا وكولورادو من سيطرة الولايات المتحدة» (انظر الاسترداد). ستصبح هذه الولايات جمهورية مستقلة يمكن إعادة توحيدها مع المكسيك في المستقبل. وفي الشمال، كان المتمردون يأملون في غزو ولايات أخرى لتأسيس منطقة عازلة بين الولايات المتحدة والمكسيك.
في 20 فبراير 1915، تمت الدعوة لخطة يتم فيها بدء إعدام رجال «أمريكا الشمالية» فوق سن 16 سنة؛ استثنت الخطة كبار السن وكذلك النساء والأطفال فقط. كما دعي لإعدام الأمريكيين المكسيكيين الذين رفضوا المشاركة في الخطة. كان أحد البنود البارزة للخطة هو حماية الأمريكيين الأصليين، حيث يتم إعادة الأراضي الأصلية لهم.
تم وضع الخطة في سان دييغو في تكساس، ولكن تم توقيعها بالفعل من قبل المتمردين داخل زنزانة سجن في مونتيري في المكسيك. ومع أن هوياتهم ودوافعهم لا تزال مجهولة، لكن هناك الكثير من التكهنات حول من المسؤول.
في 20 فبراير، عندما كان من المفترض تنفيذ الخطة، راجع قادة المتمردين الخطة للتركيز فقط على تحرير تكساس، والتي ستصبح قاعدة تنطلق منها الثورة في جميع أنحاء جنوب غرب الولايات المتحدة.

## نظريات

### أتباع فيكتوريانو ويرتا
إحدى النظريات هي أن فيكتوريانو ويرتا، زعيم فصيل مكسيكي يتنافس على السيطرة الحكومية في الثورة المكسيكية، كان العقل المدبر للخطة. تعتمد النظرية على القبض على ويرتا وبازيليو راموس في براونزفيل في تكساس في يناير 1915. لقد كانت بحوزته نسخة من خطة سان دييغو. أثناء استجوابه في السجن في مونتيري اعترف بتوقيع الخطة مع ثمانية من زملائه في الزنزانة من أتباع ويرتا. من المفترض أن أحد السجانين هرب نسخة من الخطة لإعطائها السجناء. نسب راموس الفضل في إنشاء الخطة إلى تابع لويرتا آخر غير مسمى، والذي كان يأمل في استعادة جنوب غرب الولايات المتحدة لكسب الدعم المحلي في المكسيك لويرتا.

### أتباع فينوستيانو كارانسا

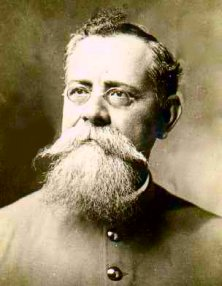
فينوستيانو كارانسا

تنص نظرية أخرى على أن الحكومة المكسيكية بقيادة فينوستيانو كارانسا، الذي أصبح رئيسًا للمكسيك في عام 1914، دعمت صياغة خطة سان دييغو من أجل استغلال التوتر بين تيخانوس والأمريكيين البيض داخل جنوب تكساس. ومع أن الخطة تنص صراحة على عدم وجود مساعدة من الحكومة المكسيكية، فقد كانت حكومة كارانسا حاسمة في الواقع للحفاظ على الخطة قيد التنفيذ. يعتقد البعض أن كارانسا أراد أن يفاقم الصراع بين الأمريكيين والمكسيكيين في تكساس لإجبار الولايات المتحدة على الاعتراف به كزعيم حقيقي للمكسيك، كما حدث في النهاية.

## الغارات
تم تنفيذ الغارات الأولى بموجب خطة سان دييغو في يوليو 1915، بعد خمسة أشهر من تاريخ البدء المتفق عليه في 20 فبراير. استهدفت هذه الغارات الأولى الأمريكيين المكسيكيين الذين كانوا بارزين في الزراعة وسياسة المدن المحلية في تكساس. وفي 11 يوليو في ساحة الرقص في ماغنوليا في براونزفيل، أطلق المهاجمون النار على نائب تيخانو بابلو فالكون، الذي صار أول ضحية لخطة سان دييغو. أحد هؤلاء المغيرين كان إغناسيو كانتو، وهو مكسيكي اعتقله فالكون قبل أسبوع.
مع تزايد عدد الغارات، كان «المد العالي» لخطة سان دييغو هو أغسطس وسبتمبر 1915. قاد الغارات خلال هذه الفترة أنيسيتو بيزانا ولويس دي لا روزا، وهما من سكان جنوب تكساس المعروفين. وفقًا لكلير كينامور من سانت لويس بوست ديسباتش، فإندي لا روزا ولد في براونزفيل وكان نائب عمدة سابق. لقد تم إجراء عذه الغارات بأسلوب حرب العصابات بهدف إجمالي هو تدمير الممتلكات الأمريكية العامة والخاصة.
أنشأ كل من دي لا روزا وبيزانا فرقًا صغيرة، تشبه إلى حد ما الشركات العسكرية، مكونة من 25 إلى 100 رجل. كان وادي ريو غراندي محور الغارات حيث تم إطلاق النار على القطارات وقطعت أسلاك وأعمدة التلغراف. وفي 8 أغسطس، ضرب ما يقرب من 60 غازي مزرعة نورياس، تاركين خمسة قتلى عندما طاردتهم القوات الأمريكية. علمت السلطات الأمريكية من هذه الغارة ومن الجرحى الذين تركوا وراءهم أن حكومة كارانسا المكسيكية زودت المهاجمين، وأن نصف الرجال من المواطنين المكسيكيين.
كان الدعم المكسيكي حاسمًا في إبقاء الهجوم على قيد الحياة عندما تم سن الخطة. زودت المكسيك نصف الرجال في مهام حرب العصابات وحتى استخدمت الصحف المكسيكية كدعاية في المدن الحدودية، حيث بالغت في نجاح المكسيكيين ضد الأمريكيين البيض وحثت على مزيد من المشاركة.

## رد فعل الولايات المتحدة
دفعت الغارات والدعاية، بالإضافة إلى الخوف العام لبيض تكساس، السلطات إلى إرسال قوات اتحادية وتكساس رينجرز، الذين كافحوا لمواجهة الغارات. في النهاية، وفي 19 أكتوبر 1915، اعترف الرئيس وودرو ويلسون، كما حثه موظفيه لاسترضاء كارانسا، رسميًا ببرانزا زعيمًا شرعيًا للمكسيك. ثم استخدم كارانسا جيوشه لمساعدة الأمريكيين في القبض على المهاجمين وسجنهم، مما أنهى المد العالي لخطة سان دييغو.
أصبح الأمريكيون البيض أكثر عداءً وتشككًا في الأمريكيين المكسيكيين أثناء غارات خطة سان دييغو وبعدها. لقد أدت النزاعات الشخصية الصغيرة بين الأمريكيين المكسيكيين والأمريكيين البيض إلى إعدام المكسيكيين من قبل تكساس رينجرز، والضباط المحليين، ووحدات إنفاذ القانون، والمدنيين. أسس البيض المحليون جماعة القانون، الاقتصاص، والنظام الأهلي في عام 1915، بعد الشكوك تجاه المكسيكيين وتمرد تيخانوس. قدّر المسؤولون الاتحاديون مقتل أكثر من 300 أمريكي مكسيكي في تكساس من أواخر عام 1915 إلى عام 1916. قدرت تحقيقات كاناليس عام 1919 في سوء سلوك من قبل تكساس رينجرز مقتل ما بين 300 و 5000 مكسيكي من أصل مكسيكي على يد أفراد إنفاذ القانون الأمريكيين المشاركين في قمع المداهمات من عام 1914 إلى عام 1919.
قُتل ما مجموعه حوالي 400 من الأنجلو-تكسانز خلال غارات من المكسيك على طول الحدود خلال العقد الأول من القرن الماضي، ودُمرت الكثير من الممتلكات.
اعتقد الأمريكيون أن عملاء ألمان ربما يكونون متورطين أيضًا، ولكن لم يتم الكشف عن أي دليل. ومع ذلك، ظهرت تهديدات الاسترداد المكسيكي التي تذكرنا بخطة سان دييغو للظهور في ألمانيا في برقية زيمرمان عام 1917، والتي ساعدت في دفع الولايات المتحدة إلى الحرب مع ألمانيا خلال الحرب العالمية الأولى.

## العواقب
في مارس 1916، داهم الثوري المكسيكي بانشو فيا كولومبوس في نيو مكسيكو. وردًا على ذلك، أرسلت الحكومة الأمريكية حملة بانشو فيا إلى عمق المكسيك للقبض عليه. فشلت في القيام بذلك، لكن الحكومة المكسيكية ردت على دخول القوات الأمريكية المكسيك من خلال استئناف الغارات باتجاه الشمال. تصاعدت الأزمة إلى حافة الحرب الرسمية ولكن تم حلها عن طريق الدبلوماسية. كان كارانسا القوة الدافعة وراء تجدد الغارات.